# Mark Vendeweyer
Mark Vendeweyer (Neerpelt, 10 september 1972) is een Belgisch voormalig kajakker.

## Levensloop
Vendeweyer vertegenwoordigde België op de Olympische Spelen van 1996 te Atlanta. Hij vormde er een team met David Taboureau. Het duo bereikte er de halve finales van de K2 500 meter. Op de K2 1000 meter werden ze er uitgeschakeld in de herkansingen.